# Dicranoptycha cinerascens
Dicranoptycha cinerascens är en tvåvingeart som först beskrevs av Johann Wilhelm Meigen 1818.  Dicranoptycha cinerascens ingår i släktet Dicranoptycha och familjen småharkrankar. Inga underarter finns listade i Catalogue of Life.